# Hada conifera
Hada conifera är en fjärilsart som beskrevs av Dyar 1913. Hada conifera ingår i släktet Hada och familjen nattflyn. Inga underarter finns listade i Catalogue of Life.